# Кортес, Давид (политик)
Анхель Давид Кортес Вильегас (исп. Ángel David Cortés Villegas; 1 марта 1955 — 30 октября 2015) — боливийский педагог, профсоюзный и политический деятель, с 2010 по 2015 год бывший членом Палаты депутатов от Потоси, представляя 37 округ.
Кортес окончил нормальную школу им. маршала Сукре по педагогической специальности и получил степень магистра в области управления образованием в Университете Томаса Фриаса. Его сопротивление репрессивным военным диктатуром того времени привело его в ряды Коммунистической партии Боливии, с помощью которой он боролся за права педагогов и горняков.
Кортес был советником крупнейших профсоюзов Потоси, возглавлял несколько учительских профсоюзов и руководил Школой Оскара Альфаро. В 2005 году он был назначен старшим должностным лицом Потоси по вопросам культуры и человеческого развития, и эта должность принесла ему известность на местном уровне благодаря его традиции наряжаться Санта-Клаусом на рождественские праздники. Когда мэр Потоси Рене Хоакино баллотировался на пост президента в 2009 году, Кортес был номинирован на место в Палате депутатов, и этой должности он добился во многом благодаря своей личной популярности в городе.

## Биография

### Ранние годы
Давид Кортес-младший родился 1 марта 1955 года в Потоси в семье Давида Кортеса Риверы и Аурелии Вильегас. Кортес вырос в небольшом горнодобывающем посёлке Катави, получив начальное образование в школе им. маршала Сукре, а в 1968 году перебрался в Сукре, где окончил среднюю школу Хунин. Он одновременно получил учёные степени в области медицины и образования, окончив шесть семестров медицинской школы и нормальную школу им. маршала Сукре. Впоследствии он поступил в Университет Томаса Фриаса, получив степень магистра в области управления образованием. Во время учёбы в университете Кортес начал двенадцатилетнюю карьеру в профессиональном футболе, играя в качестве вратаря за команды «Ривер Плейт» и «Индепендьенте Петролеро» .

### Политическая и профсоюзная деятельность
В подростковом возрасте Кортес был свидетелем резни Сан-Хуан, во время которой бастующие горняки были расстреляны вооружёнными силами. Жестокие репрессии военного режима против рабочих побудили Кортеса принять участие в рабочем движении. Его левый активизм против диктатур 1970-х и 1980-х годов привел его к вступлению в Коммунистическую партию Боливии. Он стал одним из её лидеров в общественной сфере, представляя сектора образования и горнодобывающей промышленности. В 1980 году он стал одним из основателей Национальной конфедерации студентов педагогических училищ и занимал должность её исполнительного секретаря. В том же году, после государственного переворота Луиса Гарсиа Месы, Кортес был арестован и призван на три года в 10-ю армейскую дивизию в Туписе. Отстраненный от политической деятельности, он ненадолго вернулся в футбол, играя за клуб Потоси «1 мая» (1º de Mayo).
После освобождения Кортес вернулся к преподаванию. Некоторое время он работал профессором в Национальном университете Сигло XX, прежде чем поселиться в Ла-Пальке. Там он сначала преподавал в школе Оскара Альфаро, а затем руководил ею в течение восемнадцати лет (с 1985 по 2003 год). В это время Кортес занимал пост исполнительного секретаря Федерации работников образования Потоси, а также работал советником в Рабочем центре департамента (отделении Боливийского рабочего центра) и был членом Гражданского комитета Потоси. В 2003 году Кортес был назначен директором городского образования Потоси и занимал эту должность в течение двух лет. Вскоре после этого мэр Потоси Рене Хоакино пригласил Кортеса работать в мэрии в качестве старшего должностного лица муниципального правительства по вопросам культуры и человеческого развития. Кортес занимал эту должность четыре года — с 2005 по 2009. За это время он стал хорошо известен в городе благодаря своей традиции одеваться во время рождественского сезона Санта-Клаусом и раздавать подарки детям, за что его прозвали «Санта-Клаусом из Потоси».

### Палата депутатов
Из-за популярности Кортеса в городе его выдвинули кандидатом на место в Палате депутатов от локальной левой партии Социальный альянс, возглавляемой мэром Хоакино. На всеобщих выборах 2009 года Альянс выдвинул его кандидатом по округу 37, охватывающему муниципалитет Потоси. Кортеса в сочетании с устоявшимся политическим присутствием Хоакино в этом районе принесли ему победу на выборах.
В Палате депутатов Кортес был ведущим членом Парламентской сети по делам детей и подростков. В этом духе он продолжил свою давнюю традицию праздновать Рождество в образе Санта-Клауса. На протяжении всех пяти лет своего депутатства Кортес занимал должность четвёртого секретаря управления нижней палаты, за это время он представил на рассмотрение в общей сложности двенадцать законопроектов, четыре из которых впоследствии были приняты в качестве законов. Посреди своего срока Кортес дистанцировался от Социального альянса и присоединился к правящему Движению к социализму, с тех пор регулярно голосуя в пользу политических проектов этой партии.
По завершении своего пребывания в должности Кортес не стал добиваться переизбрания и ушёл из политики. В пределах того же года он умер в Ла-Пасе в октябре 2015. После краткой поминальной церемонии в Законодательном собрании его останки были захоронены на кладбище Хардин в Ла-Пасе.